# William D. Thomas

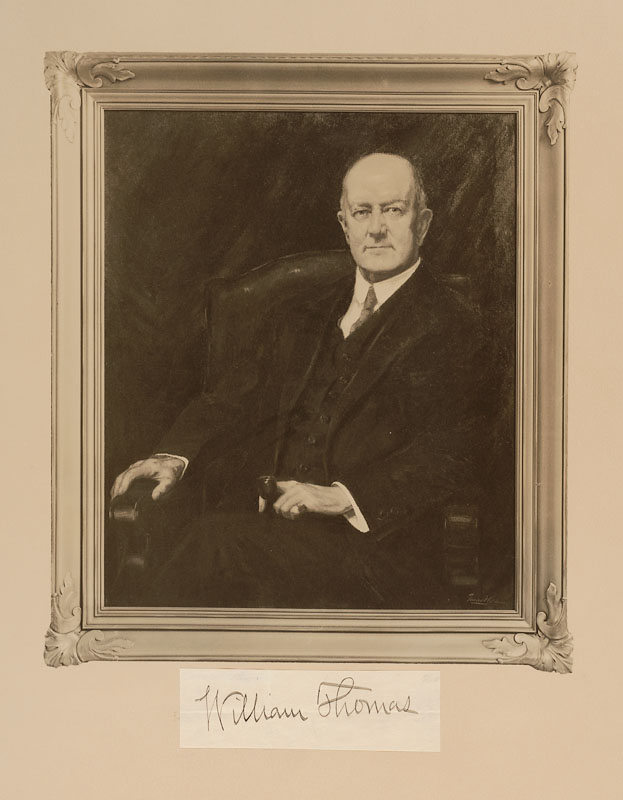
William D. Thomas

William David Thomas (* 22. März 1880 in Granville, Washington County, New York; † 17. Mai 1936 in Washington, D.C.) war ein US-amerikanischer Politiker. Zwischen 1934 und 1936 vertrat er den Bundesstaat New York  im US-Repräsentantenhaus.

## Werdegang
William Thomas besuchte die öffentlichen Schulen seiner Heimat. Im Jahr 1904 absolvierte er das Albany College of Pharmacy. Ein Jahr später zog er nach Hoosick Falls im Rensselaer County, wo er als Apotheker arbeitete. Später war er auch als Drogist tätig. Außerdem stieg er in das Bankgewerbe und in die Politik ein. Er wurde Mitglied der Republikanischen Partei. Zwischen 1917 und 1925 war er als Town Clerk bei der Verwaltung seiner Heimatstadt angestellt. Danach saß er in den Jahren 1925 und 1926 als Abgeordneter in der New York State Assembly. Von 1927 bis 1933 fungierte er als Kämmerer im Rensselaer County. Dort war er zwischen 1927 und 1934 auch republikanischer Bezirksvorsitzender.
Nach dem Tod des Abgeordneten James S. Parker wurde Thomas bei der fälligen Nachwahl für den 29. Sitz von New York als dessen Nachfolger in das US-Repräsentantenhaus in Washington gewählt, wo er am 30. Januar 1934 sein neues Mandat antrat. Nach seiner Wiederwahl verblieb er bis zu seinem Tod am 17. Mai 1936 im Kongress. Während dieser Zeit wurden dort weitere New-Deal-Gesetze der Roosevelt-Regierung verabschiedet, denen Thomas’ Partei eher ablehnend gegenüberstand.